# John McAreavey

Wappen von John McAreavey

John McAreavey (irisch Seán Mac Giolla Riabhaigh; * 2. Februar 1949 in Banbridge, County Down) ist ein irischer Geistlicher und emeritierter römisch-katholischer Bischof von Dromore.

## Leben
Nach seiner Schulzeit studierte McAreavey katholische Theologie und Moderne Sprachen am St Patrick’s College in Maynooth, wo er 1969 und 1972 jeweils den Bachelor erreichte. Am 10. Juni 1973 spendete ihm Bischof Eugene O’Doherty die Priesterweihe. Als post-graduierter Student studierte er von 1974 bis 1978 Kanonisches Recht an der Päpstlichen Universität Gregoriana, wo er 1978 promoviert wurde. Nach seiner Rückkehr aus Rom unterrichtete er am St. Colman’s College. 1988 wurde McAreavey zum Professor für Kirchenrecht am St Patrick’s College in Maynooth ernannt. In den folgenden Jahren schrieb er verschiedene theologische Werke, unter anderem veröffentlichte er 1997 das Kirchenrechtsbuch The Canon Law of Marriage and the Family.
Papst Johannes Paul II. ernannte McAreavey am 4. Juni 1999 zum Bischof von Dromore. Der Erzbischof von Armagh, Seán Brady, spendete ihm am 19. September desselben Jahres die Bischofsweihe. Mitkonsekratoren waren der Bischof von Cloyne, John Magee SPS, und sein Amtsvorgänger Francis Brooks.
Am 1. März 2018 bot McAreavey auf Druck vieler Gläubiger den sofortigen Rücktritt von seinem Bischofsamt an. Er war in die Kritik geraten, weil er 2002 das Sterbeamt für einen Priester und Schulleiter aus Newry gehalten hatte, der seit 1994 im Verdacht der Pädokriminalität gestanden hatte und gegen den von zahlreichen Opfern Missbrauchsvorwürfe erhoben worden waren. Der Täter war zu Lebzeiten niemals verurteilt worden. Am 26. März 2018 gab der Vatikan bekannt, Papst Franziskus habe den Rücktritt des nordirischen Bischofs angenommen.